# جوستين لو
جوستين لو (بالصينية: 側田) (و. 1976 – م) هو مغني، وممثل، وكاتب غنائي، من جمهورية الصين الشعبية.

## التعليم
تعلم في كلية رود أيلاند للتصميم.

## وصلات خارجية
- جوستين لو على موقع IMDb (الإنجليزية)
- جوستين لو على موقع ميوزك برينز (الإنجليزية)
- جوستين لو على موقع ديسكوغز (الإنجليزية)
- جوستين لو على موقع قاعدة بيانات الفيلم (الإنجليزية)